# Roque Ferriols
Roque Angel Jamias Ferriols SJ (* 16. August 1924 in Manila; † 15. August 2021 ebenda) war ein philippinischer Ordensgeistlicher und Philosoph. 
1941 trat er der Ordensgemeinschaft der Jesuiten bei. In den Vereinigten Staaten studierte er Theologie in Woodstock, Maryland. 1954 empfing er die Priesterweihe in New York City. An der Fordham University in New York wurde er in Philosophie promoviert. Nach seiner Rückkehr auf die Philippinen lehrte Ferriols zunächst drei Jahre lang Philosophie am Berchmans College in Cebu, bevor er an das Ateneo de Manila University berufen wurde. Er war Dekan der Fakultät für Philosophie und führte die philosophischen Studienfächer an der Universität ein. Ab 1969 unterrichtete er in der offiziellen Nationalsprache Filipino, insbesondere auch auf Tagalog. Ferriols schrieb, übersetzte und redigierte zahlreiche Philosophiebücher.
Roque Ferriols starb einen Tag vor seinem 97. Geburtstag in Manila.